# Windows Media Center
Windows Media Center是一個媒體中心應用程式，於2002年伴隨著Windows XP Media Center Edition一起推出，Windows Media Center內置在Windows XP Media Center Edition、Windows Vista家用進階版及旗艦版和Windows 7家用進階版、專業版、企業版及旗艦版。Windows 8Pro和Windows 8.1Pro用户则需要单独购买升级密钥将Windows Media Center加入到Windows 8/8.1。（Windows 8 Enterprise不支持Windows Media Center。）Windows 10 / Windows 11不支援（但可通过第三方安装在Windows 10 / Windows 11），包括以電影投影片形式觀看圖片、瀏覽並播放音樂、播放DVR、收看並錄製電視節目、下載電影、放映家庭影片等。此外，Windows Media Center還支持DVR和DVR燒錄功能。